# Aphnaeus kiellandi
Aphnaeus kiellandi är en fjärilsart som beskrevs av Henry Stempffer 1972. Aphnaeus kiellandi ingår i släktet Aphnaeus och familjen juvelvingar. Inga underarter finns listade i Catalogue of Life.